# 太陽系外衛星
太陽系外衛星（たいようけいがいえいせい、Extrasolar moonまたはexomoon）とは、太陽系外惑星やその他の恒星ではない太陽系外天体の周囲を公転している衛星である。単に系外衛星とも呼ばれる。
太陽系内の衛星に関するこれまでの研究からは、惑星を持つ系において衛星の存在は一般的であることが予想される。これまでに発見されている系外惑星にはガス惑星が多く、太陽系内のガス惑星は多くの衛星を持つ。そのため、系外衛星も同じく普遍的に存在するだろうと考えられている。
現在の技術では系外衛星を直接検出し確認することは困難だが、2020年の時点でケプラーなどによる観測から間接的ではあるが候補天体が複数発見されている。

## 褐色矮星を公転する衛星の定義
伝統的な用法では、衛星とは惑星の周囲を公転する天体のことであるが、褐色矮星の周囲に惑星程度の大きさの衛星が発見されると、惑星と衛星の違いが不鮮明になった。この問題を解決するために、国際天文学連合は、「恒星や恒星残骸の周囲を公転しており、真の質量が重水素の熱核融合を行う限界質量以下である天体が惑星である」と宣言した。熱核融合の限界質量は、太陽程度の金属量の天体で約13木星質量と計算されている。国際天文学連合の定義は、これ以下の質量の天体は、その形成の過程に関係なく惑星と呼ぶということを示していた。

## 特徴
太陽系外衛星はこれまで直接検出されたことがなく、また間接的な検出が確認されたものもないため、その性質はまだ良く分かっていない。しかし、それらは太陽系の衛星のように変化に富んでいると考えられる。ハビタブルゾーンにある太陽系外の巨大惑星の回りの地球程度の大きさの衛星には生命が存在する可能性がある。

## 軌道傾斜角
衝突によって形成された地球型惑星の衛星のうち、恒星に比較的近く、なおかつ惑星と衛星の距離が離れている場合は、恒星からの潮汐力の影響によって衛星の軌道平面と惑星の軌道平面は揃っていると考えられる。しかし惑星と衛星の距離が小さい場合は、傾いた軌道平面で公転している可能性もある。
巨大ガス惑星の場合、木星のガリレオ衛星等のような比較的大きな衛星は周惑星円盤の中で形成されたと考えられる。この場合は、衛星の軌道平面は惑星の赤道面に沿ったものになる。

## 短周期惑星まわりでの衛星の欠如
ホット・ジュピターなどのように恒星の近くを円軌道で公転する惑星の場合、潮汐力によって惑星の自転は減速され、潮汐固定された状態となる。惑星の自転周期が長いほど、その惑星の周りの同期軌道の半径は惑星から遠くなる。恒星に潮汐固定されている惑星の場合、惑星の自転と衛星の公転が同期する軌道距離は、惑星のヒル球の外部になると考えられる。これは同期軌道の半径が大きくなる事に加え、恒星に近いほど惑星のヒル球のサイズも小さくなる事が原因である。ヒル球とは、惑星からの重力が恒星からの重力的な影響を上回り、衛星が安定的に存在できる領域である。また惑星の同期軌道よりも内側に存在する衛星は、潮汐力によって惑星に向かって内側に落下する。そのため同期軌道がヒル球の外側にあるような状況である場合、全ての衛星は惑星に落下してしまうことになる。また、同期軌道が三体安定ではない場合、この半径より外に衛星があったとしても衛星が同期軌道に到達する前に惑星を周回する軌道から離脱し、衛星ではなくなってしまう。
潮汐力による系外衛星への影響に関する研究では、これらの効果が短周期惑星の周りでの系外衛星の発見が無いことの理由である可能性が指摘されている。

## 提案されている検出法

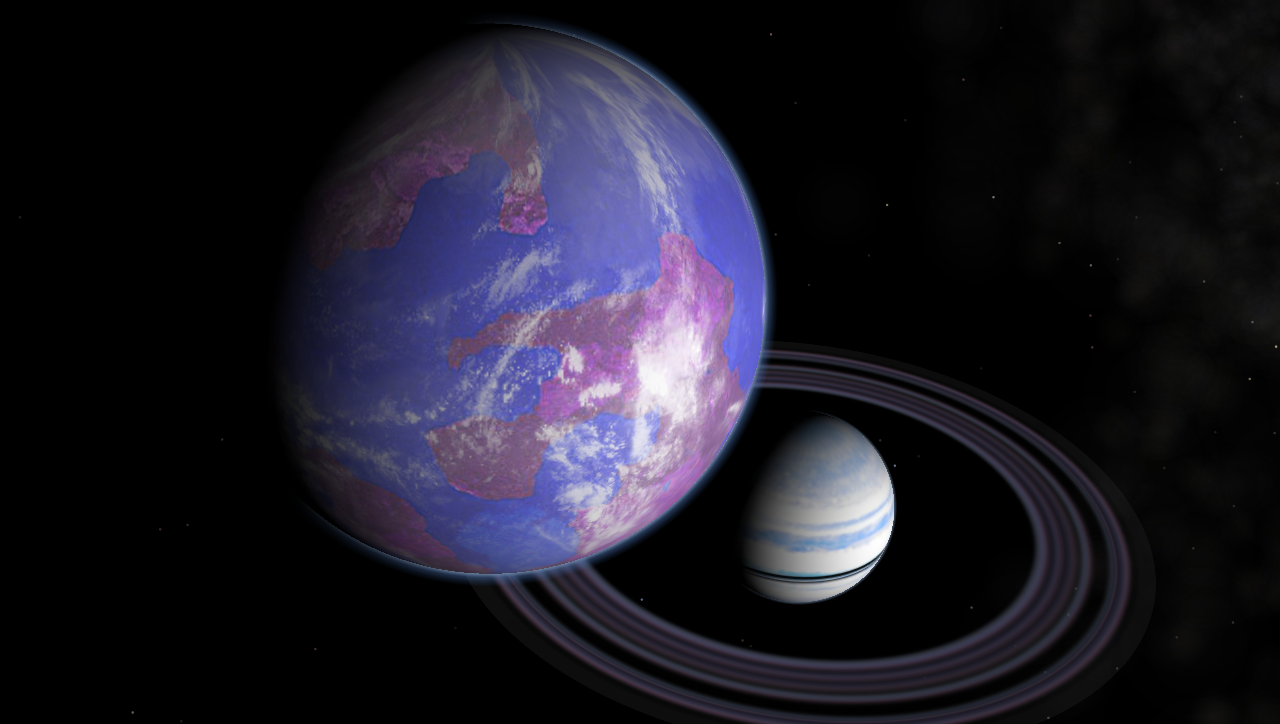
土星に似た太陽系外惑星の周りを公転する地球に似た太陽系外衛星の想像図

直接・間接的に検出されている太陽系外衛星はまだないが、多くの太陽系外惑星の周囲で理論的に存在が推定されている。ドップラー分光計により多くの太陽系外惑星が発見されたが、この技術では太陽系外衛星を検出することはできない。なぜなら、惑星と衛星の運動の影響による恒星のスペクトルのドップラーシフトは、恒星の回りの単一点の運動による影響と完全に一致するからである。そのため、太陽系外衛星を発見するための別の方法が、次のようにいくつか提案されてきた。
- 直接撮像法
- 惑星のドップラー分光法
- 惑星磁気圏からの電波放射
- マイクロレンズ効果
- パルサータイミング法
- トランジットタイミング効果
- トランジット法

### 直接撮像法
直接撮像法(direct imaging)は、天体からの放射光や反射光を直接撮像観測で捉える手法である。系外惑星の発見手法としても広く用いられているが、恒星と惑星の明るさに大きな違いがあり、またサイズも大きく異なるため、一般に観測上の困難を伴う。これは系外衛星の検出においてはさらに重大となる。
しかし、系外衛星が潮汐力によって強く加熱されている場合は、理論的には系外惑星と同程度の放射を持つ場合がある。潮汐加熱を受けている例としては木星の衛星イオがあり、潮汐加熱を熱源とした活発な火山活動を起こしていることが分かっている。衛星が強く潮汐加熱を受け、また衛星からの放射が恒星に隠されないような十分な遠方の軌道で惑星が公転している場合は、ジェイムズ・ウェッブ宇宙望遠鏡のような将来の観測装置によって撮像できる可能性がある。

### 惑星のドップラー分光法
これは、恒星の視線速度の変動から惑星の検出を行うのと同様に、惑星自身の分光観測からスペクトルを取得し、その変動から惑星周りを公転する天体を検出するという手法である。これまでに系外惑星のスペクトルの取得は部分的には成功している。このスペクトルの精度は、恒星のスペクトルよりは観測におけるノイズの影響を受けやすい。そのため現時点では、系外惑星自身のスペクトルの分解能やスペクトル中の特徴の数は、ドップラー分光法を用いて衛星を検出するための水準よりもずっと低い。

### 惑星磁気圏からの電波放射
惑星の磁気圏からは、衛星との相互作用に伴って電波が放射される場合がある。例えば木星の衛星イオの電離圏は木星の磁気圏と相互作用を起こして誘導電流を発生させ、その結果として電波放射が起きる。木星の場合は主にデカメートル波長の電波がこれに対応する(木星電波参照)。これと同じ現象が衛星を持った系外惑星でも発生すると考えられ、太陽系近傍の系外惑星からの電波放射を検出することで衛星の存在が示唆できるとする理論も存在する。

### マイクロレンズ効果
太陽系外惑星を検出する手法の一つである重力マイクロレンズ法を用いて系外衛星を検出するという手法である。この手法は、自由浮遊惑星を公転する衛星候補天体の検出報告で用いられている。そのため、これに類似した天体であれば検出出来る可能性がある。
ただし、一般的な意味での衛星をマイクロレンズ法で検出するのは非常に困難である可能性もある。0.3太陽質量の恒星の周りに月質量の衛星を持った地球質量の惑星が存在する状態を想定したシミュレーションでは、衛星による重力マイクロレンズ効果が光度曲線に及ぼす影響は極めて不鮮明になることが指摘されている。

### パルサータイミング法
2008年にはパルサータイミング法を用いた系外衛星の検出が提案されている。これはパルサー惑星の周りを公転する衛星を、パルサーからのパルス周期の変動から検出しようという手法である。パルサー惑星PSR_B1620-26_bに安定な衛星が存在すると仮定してこの手法を適用した場合、衛星と惑星の間隔が惑星とパルサーの間隔のおよそ15分の1で、かつ衛星の質量が惑星の5%以上である場合は、パルサータイミング法を用いて検出可能だと推定されている。

### トランジットタイミング効果
これは系外惑星のトランジットの時刻や継続時間の変動から系外衛星を検出する手法である。トランジットタイミング変化法(transit timing variation, TTV)は系外惑星の検出や特徴付けを行う手段として広く活用されている手法であり、ある惑星がトランジットを起こすタイミングが、付近にある別の天体の影響でわずかに周期的にずれる現象を検出するというものである。また同様にトランジットの継続時間の変化(transit duration variation, TDV)も発生するため、これも天体の検出に用いることが出来る。
惑星が衛星を持っている場合、惑星と衛星は共通重心の周りを周回しつつ、恒星の周りを公転することになる。そのため、その他の天体の影響を無視した場合、惑星と衛星の共通重心は毎回決まったタイミングで特定の地点を通過することになるものの、惑星の位置は衛星の公転によって変化することになる。そのため惑星のTTVやTDVが発生する。
TTVとTDVを組み合わせることによって系外衛星を検出するというアイデアは、2009年に提案された。この手法では、原理的には系外衛星の質量や軌道距離も決定できることが示されている。また後の研究では、ハビタブルゾーン内にある惑星を公転する系外衛星は、ケプラーによる観測データのTTVとTDVを用いることで検出可能だと考えられている。

### トランジット法
この手法はシンプルに、系外衛星が恒星の手前を通過する際の減光を検出しようというものである。衛星を持った惑星が恒星の手前を通過した場合、衛星によっても恒星の光が遮られるため、惑星による減光に加えて衛星による減光も発生し、光度曲線上の特徴として現れる。惑星のトランジットと同様に、減光の大きさは衛星の半径の2乗に比例するため、大きな衛星ほど検出しやすくなる。そのため、例えば巨大ガス惑星を公転する大きなサイズの衛星が存在した場合は、既存の観測装置でも原理的には検出することが可能である。
また、トランジットの最中に惑星と衛星同士の食も起きる可能性があるが、このような事象が起きる確率は本質的に低い。

## 候補天体の検出

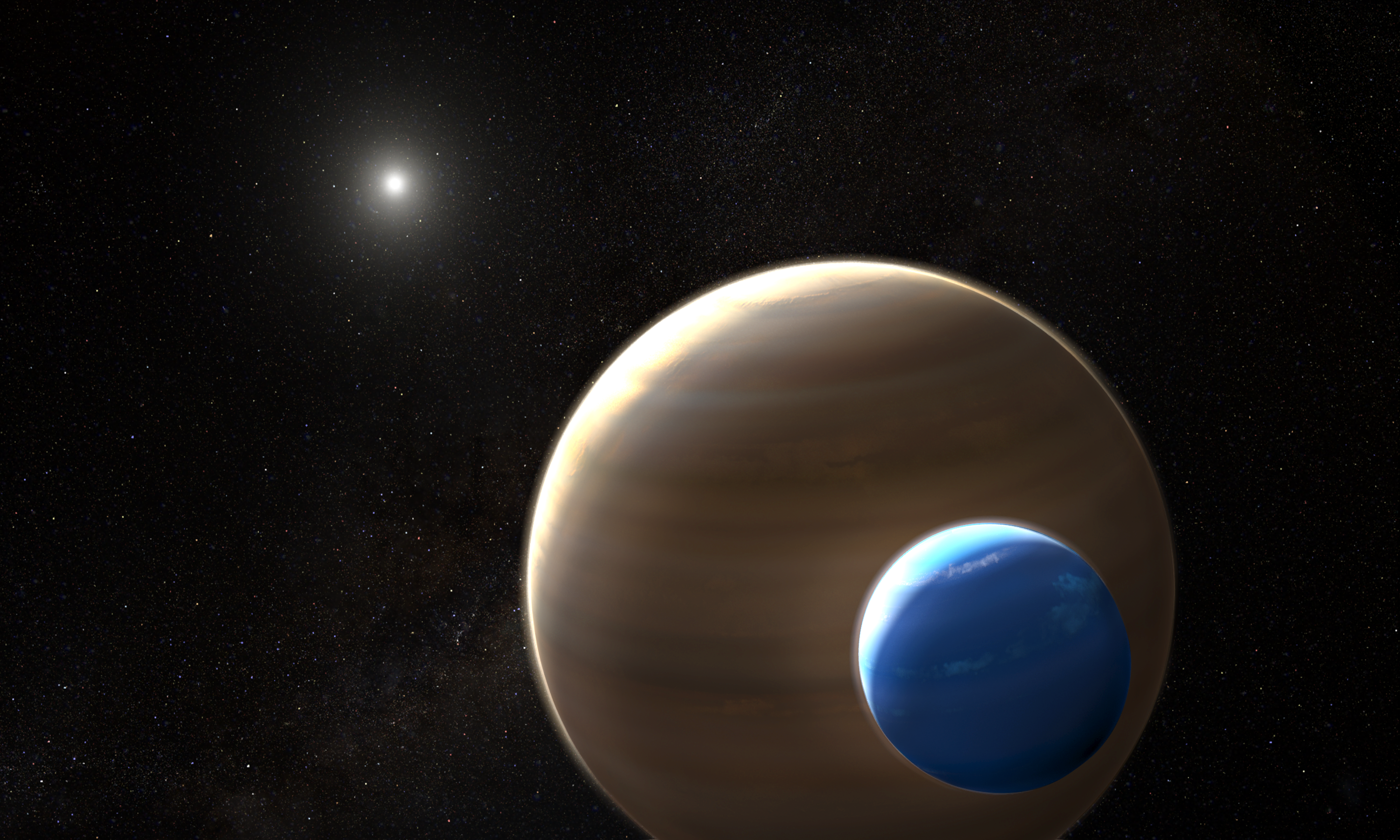
ケプラー1625bとケプラー1625b Iの想像図

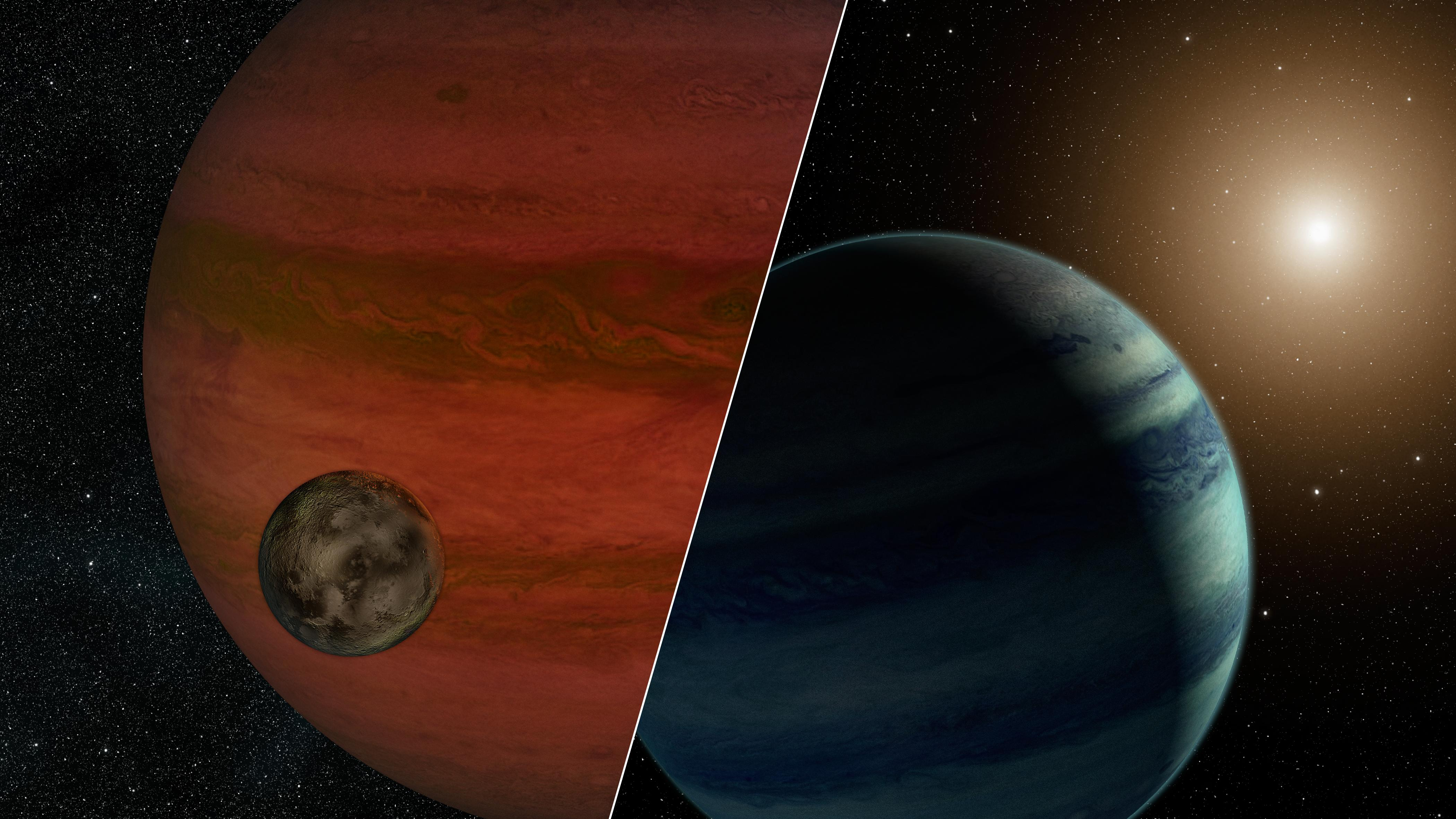
MOA-2011-BLG-262LとMOA-2011-BLG-262L bの想像図

2013年に、重力マイクロレンズ法で発見された天体MOA-2011-BLG-262Lの周りに系外衛星が存在する可能性があることが発表された。MOA-2011-BLG-262は自由浮遊惑星である可能性があり、その場合は自由浮遊惑星を公転する系外衛星の発見例ということになる。
しかし重力マイクロレンズ法ではしばしば観測の条件によって、その天体までの距離や質量の推定において複数の解が縮退することがある。質量が軽い解の場合、これは自由浮遊惑星を公転する海王星程度の質量を持つ系外衛星の検出ということになるが、質量が重い解の場合は、軽い赤色矮星を公転する木星より軽いガス惑星であると推測され、どちらの場合も観測されたマイクロレンズによる光度曲線を説明できる。また発見論文の著者達は、後者の解である可能性の方が高いと推定している。
2017年には、地球から約8,000光年離れた位置にある太陽系外惑星ケプラー1625bに、惑星半径の20倍離れた距離を公転する、海王星サイズの衛星ケプラー1625b Iが存在する可能性が示された。これはケプラーによる光度曲線のデータを精査した結果、ケプラー1625bのトランジットの付近に衛星によると思われる別の減光が検出されたことを根拠にしている。この天体は後にハッブル宇宙望遠鏡による追加観測が行われ、2018年10月3日には系外衛星が存在するという仮説を補強する証拠が得られたと発表された。この追加観測では、衛星によると思われるトランジット状のシグナルの検出に加え、ケプラー1625bのTTVが新たに検出された。一連の観測から、もしこれが系外衛星であった場合、木星の数倍の質量を持つ惑星の周りに、海王星と同程度の質量と半径を持つ系外衛星が存在する系だと推定されている。
その他の候補としては、1SWASP J140747.93-394542.6で報告例がある。この天体の周囲には、巨大ガス惑星もしくは褐色矮星である1SWASP J140747.93-394542.6bが存在していることが分かっている。2016年になって、1SWASP J140747.93-394542.6bは極めて巨大な環を持っている可能性があることが報告されている。環には土星の環に類似した空隙構造があることが示唆されており、この空隙は環の内部に0.8地球質量以下の天体が公転していた場合に説明することが出来るとされている。そのため、これは環の構造を介して系外衛星を間接的に検出した例である可能性がある。

### 候補天体の一覧
その他にも複数の候補天体が検出されている。

## 探索プロジェクト
- Hunt for Exomoons with Kepler（HEK） - ケプラーミッションの一環として太陽系外衛星を発見することを目的としているプロジェクト[25][26]。ケプラー1625b Iを発見した[27]。